# Alejo Pan López
Blahoslavený Alejo Pan López, řeholním jménem Ambrosio (Ambrož) ze Santibáñez (24. října 1888, Santibáñez de la Isla – 27. prosince 1936, Santander), byl španělský římskokatolický kněz, řeholník Řádu menších bratří kapucínů a mučedník.

## Život
Narodil se 24. října 1888 v Santibáñez de la Isla jako syn Lucase a Margarity. Pokřtěn byl o den později. Roku 1897 přijal svátost biřmování.
Vstoupil ke kapucínům v Basurtu (Bilbao). Dne 17. prosince 1905 přijal hábit a jméno Ambrosio. Dne 18. prosince 1906 složil své řeholní sliby a po studiu teologie a filosofie byl 29. května 1915 vysvěcen na kněze. Působil v Montebano (Santander) jako kazatel a poté v A Coruña a také v Leónu, kde byl kaplanem kongregace Služebnic Božského pastýře.
Roku 1926 byl poslán na misii do Caroní a Maracaibo ve Venezuele. Po návratu působil v znovu v Leónu a Santanderu. Roku 1933 byl jmenován kvardiánem kláštera v Santanderu.
Dne 3. srpna 1936 po vypuknutí Španělské občanské války a protikatolického pronásledování byl vyhnán s dalšími spolubratry z kláštera. Dne 14. listopadu byl zatčen a držen v dočasném vězení a poté byl odveden a vězněn na lodi Alfonso Pérez v městském přístavu. Dne 27. prosince byl milicionáři odveden a ubit na mostě.

## Proces blahořečení
Proces jeho blahořečení byl zahájen roku 1954 v arcidiecézi Madrid spolu s dalšími jedenatřiceti spolubratry kapucíny.
Dne 27. března 2013 uznal papež František jejich mučednictví. Blahořečeni byli 13. října 2013 ve skupině 522 španělských mučedníků.